# Житораджа
Житораджа (на сръбски: Житорађа или Žitorađa) е село и административен център на едноименната община Житораджа в Топлишкия окръг, Сърбия. Според преброяването от 2002 година селото има 3543 жители, а цялата община – 18 207 души.

## Географско положение
Житораджа се намира в югоизточната част на Сърбия, в Топлишкия окръг, отдалечена на 10 км от международния коридор 10, който свързва страната със Северна Македония и Гърция. Селото е на 35 км югозападно от Ниш, който е икономическият, политически и културен център на региона. От 2005 година Петровден е обявен за официален празник на общината.

## История
До Освобождението на селото през 1877 година е в диоцеза на Българската екзархия в рамките на Нишката епархия. Според Санстефанския мирен договор Житораджа е включена в състава на Сърбия.

## Известни личности
- Светлана Цеца Ражнатович, певица
- Ивица Дачич, политик
- Александра Младенович, певица